# Loke, Krško
Loke so naselje v Občini Krško.